# Dichiarazione di Sirte
La dichiarazione di Sirte è il primo atto formale che decreta la nascita dell'Unione africana. È stato firmato a Sirte, in Libia, il 9 settembre 1999.
La scelta del luogo non è affatto casuale: a Sirte è nato il leader libico Muʿammar Gheddafi, uno dei più accesi promotori dell'iniziativa.
La Dichiarazione annuncia le seguenti decisioni:
- nascita dell'Unione africana
- accelerazione dell'attuazione delle disposizioni del trattato di Abuja per la creazione di una comunità economica africana, una Banca centrale africana, un'unione monetaria africana, una corte di giustizia ed un Parlamento africani
- redazione di un atto costitutivo dell'Unione africana, ratificabile a partire dal 31 dicembre 2000 e passibile di entrata in vigore dall'anno successivo
- conferimento al presidente dell'Algeria Abdelaziz Bouteflika e a quello del Sudafrica Thabo Mbeki del mandato a negoziare la cancellazione del debito degli Stati africani
- creazione di una conferenza sulla sicurezza, la stabilità, lo sviluppo e le cooperazione.

La Dichiarazione è stata seguita nel 2000 dal summit di Lomé, in cui è stato adottato l'atto costitutivo, e nel 2001 dal summit di Lusaka, in cui è stato adottato il piano per la realizzazione dell'Unione africana.
La sessione inaugurale del Parlamento panafricano si è tenuta il 18 marzo 2004 a Midrand, Sudafrica.